# 卵叶银莲花
卵叶银莲花（学名：Anemone begoniifolia）是毛茛科银莲花属的植物，是中国的特有植物。分布于中国大陆的四川、云南、广西、贵州等地，生长于海拔650米至1,000米的地区，常生长在阴湿的沟边草地、山谷密林和岩石上，目前尚未由人工引种栽培。
其种加词“begoniifolia”意为“叶形似秋海棠属植物的”。